# Richard Kapelwa Kabajani
Richard Kapelwa Kabajani, auch Kapelwa Richard Kabajani (* 15. Februar 1943 in Ivilivinzi, Südwestafrika; † 17. Mai 2007 in Katima Mulilo), war ein namibischer Aktivist, Politiker und Diplomat der SWAPO im namibischen Befreiungskampf. Er war Mitglied der Verfassunggebenden Versammlung Namibias.
Kabajani liegt als nationaler Held auf dem Heldenacker bei Windhoek begraben.

## Werdegang
Kabajani ging von 1955 bis 1964 im benachbarten Botswana zu Schule. Danach trat er der SWAPO an, für deren bewaffneten Arm PLAN Kabajani zur Ausbildung nach Nordrhodesien (heute Sambia) und Tansania entsandt wurde. Nach 1986 wurde er Berater von Gründungsstaatspräsident Sam Nujoma.
Kabajani war zunächst ab der Unabhängigkeit bis 1992 von 1992 Minister im Verkehrsministerium, dann bis 1995 Minister im Ministerium für Ländereien und Umsiedlung und danach bis 2000 im Ministerium für Jugend und Sport. Im gleichen Jahr wurde er Botschafter Namibias in Kuba.